# Прогресивний альянс соціалістів і демократів
Прогреси́вний алья́нс соціалі́стів і демокра́тів (англ. Progressive Alliance of Socialists and Democrats, скор. англ. S&D) — політична фракція в Європарламенті партії європейських соціалістів та їхніх союзників соціал-демократичної партії.
Ця група існує під різними іменами з моменту створення Європарламенту в 1953 році. Сучасну назву затверджено 23 червня 2009 року. До виборів 1999 року була найчисленнішою в Європейському парламенті, проте на сьогоднішній день, ця фракція займає друге місце по числу депутатів Європейського парламенту.

## Керівники фракції
| Номер | Керівник            | Держава         | Партія                                              | Початок | Кінець |
| ----- | ------------------- | --------------- | --------------------------------------------------- | ------- | ------ |
| 1.    | Гі Молле            | Франція         | Французька секція робітничого інтернаціоналу (СФІО) | 1953    | 1956   |
| 2.    | Гендрік Фаят        | Бельгія         | Соціалістична партія (СП)                           | 1956    | 1958   |
| 3.    | П'єр Лапі           | Франція         | Французька секція робітничого інтернаціоналу (СФІО) | 1958    | 1959   |
| 4.    | Вілі Біркельбах     | Німеччина       | Соціал-демократична партія Німеччини (СДП)          | 1959    | 1964   |
| 5.    | Кейт Стробель       | Німеччина       | Соціал-демократична партія Німеччини (СДП)          | 1964    | 1967   |
| 6.    | Френсіс Валс        | Франція         | Французька секція робітничого інтернаціоналу (СФІО) | 1967    | 1974   |
| 7.    | Джордж Спіналь      | Франція         | Соціалістична партія (СП)                           | 1974    | 1975   |
| 8.    | Людвиг Філлермаєр   | Німеччина       | Соціал-демократична партія Німеччини (СДП)          | 1975    | 1979   |
| 9.    | Ернест Глінн        | Бельгія         | Соціалістична партія (СП)                           | 1979    | 1984   |
| 10.   | Руді Арндт          | Німеччина       | Соціал-демократична партія Німеччини (СДП)          | 1984    | 1989   |
| 11.   | Жан-П'єр Кот        | Франція         | Соціалістична партія (СП)                           | 1989    | 1994   |
| 12.   | Пауліна Грін        | Велика Британія | Лейбористська партія                                | 1994    | 1999   |
| 13.   | Енріке Барон Креспо | Іспанія         | Іспанська соціалістична робітнича партія (ІСРП)     | 1999    | 2004   |
| 14.   | Мартін Шульц        | Німеччина       | Соціал-демократична партія Німеччини (СДП)          | 2004    | 2012   |
| 15.   | Ганс Свобода        | Австрія         | Соціал-демократична партія Австрії (СПА)            | 2012    | -      |

## Члени фракції
У фракції присутні депутати від наступних партій:

У фракцію входять представники 27 країн, з них 24 представляють більше одного депутата (виделені червоним) та з трьох по одному (виделені рожевим).

| Держава         | Національна партія                           | 2004-2009 | 2009–2014 |
| --------------- | -------------------------------------------- | --------- | --------- |
| Австрія         | Соціал-демократична партія Австрії           | 7         | 4         |
| Бельгія         | Соціалістична партія                         | 4         | 3         |
| Бельгія         | Соціалістична партія — інші                  | 3         | 2         |
| Болгарія        | Болгарська соціалістична партія              | 5         | 4         |
| Кіпр            | Рух за соціал-демократію                     | 0         | 1         |
| Кіпр            | Демократична партія                          | N/A       | 1         |
| Чехія           | Чеська соціал-демократична партія            | 2         | 7         |
| Данія           | Соціал-демократи                             | 5         | 4         |
| Естонія         | Соціал-демократична партія                   | 3         | 1         |
| Фінляндія       | Соціал-демократична партія                   | 3         | 2         |
| Франція         | Соціалістична партія                         | 31        | 14        |
| Німеччина       | Соціал-демократична партія Німеччини         | 24        | 23        |
| Греція          | ПАСОК                                        | 8         | 8         |
| Угорщина        | Угорська соціалістична партія                | 9         | 4         |
| Ірландія        | Лейбористська партія                         | 1         | 3         |
| Італія          | Демократична партія                          | 8         | 21        |
| Італія          | Ліві демократи                               | 3         | 0         |
| Італія          | Італійська соціалістична партія              | 4         | 0         |
| Латвія          | Партія народної згоди                        | 0         | 1         |
| Литва           | Соціал-демократична партія Литви             | 2         | 3         |
| Люксембург      | Люксембурзька соціалістична робітнича партія | 1         | 1         |
| Мальта          | Лейбористська партія                         | 3         | 4         |
| Нідерланди      | Лейбористська партія                         | 7         | 3         |
| Польща          | Демократичний лівий альянс - Робітничий союз | 5         | 7         |
| Польща          | Соціал-демократична партія                   | 3         | 0         |
| Португалія      | Соціалістична партія                         | 12        | 7         |
| Румунія         | Соціал-демократична партія                   | 10        | 11        |
| Словаччина      | Курс — соціальна демократія                  | 3         | 5         |
| Словенія        | Соціал-демократи                             | 1         | 2         |
| Іспанія         | Іспанська соціалістична робітнича партія     | 24        | 21        |
| Швеція          | Соціал-демократична партія Швеції            | 5         | 5         |
| Велика Британія | Лейбористська партія                         | 19        | 13        |
| Всього          | Всього                                       | 215       | 184       |